# Egiptologija
Egiptologija je v prvi vrsti jezikoslovna veda, ki proučuje tudi materialno in duhovno kulturo starih Egipčanov.
Znana slovenska egiptologinja je bila Bernarda Perc.